# Phalacrotophora fimbriiterga
Phalacrotophora fimbriiterga är en tvåvingeart som beskrevs av Rudolf Beyer 1966. Phalacrotophora fimbriiterga ingår i släktet Phalacrotophora och familjen puckelflugor. Inga underarter finns listade i Catalogue of Life.